# Amtsgericht Neuwarp
Das Amtsgericht Neuwarp war ein preußisches Amtsgericht mit Sitz in Neuwarp, Provinz Pommern.

## Geschichte
In Neuwarp bestand bis 1879 die Gerichtskommission Neuwarp des Kreisgerichts Anclam. Das königlich preußische Amtsgericht Neuwarp wurde mit Wirkung zum 1. Oktober 1879 als eines von 14 Amtsgerichten im Bezirk des Landgerichtes Stettin im Bezirk des Oberlandesgerichtes Stettin gebildet. Der Sitz des Gerichtes war Neuwarp. Sein Gerichtsbezirk umfasste aus dem Kreis Ueckermünde den Stadtbezirk Neuwarp, die Amtsbezirke Altwarp, Forstgut Mützelburg, Rieth, Wahrlang, Ziegenort und Forstgut Ziegenort sowie aus dem Amtsbezirk Haff den vorlängst der Landgrenze des Gerichtsbezirks gelegenen Teil. Gerichtstage wurden in Ziegenort gehalten. Am Gericht bestand 1880 eine Richterstelle. Das Amtsgericht war damit ein kleines Amtsgericht im Landgerichtsbezirk.
Im Jahre 1945 wurden der größte Teil Pommerns, darunter der größte Teil des Sprengels des Amtsgerichtes Neuwarp, unter polnische Verwaltung gestellt und die deutschen Bewohner vertrieben. Damit endete die Geschichte des Amtsgerichtes Neuwarp.